# Velocidade do som
A velocidade do som é a distância percorrida por unidade de tempo por uma onda sonora à medida que ela se propaga através de um meio elástico. A 20 °C (68 °F), a velocidade do som no ar é de cerca de 343 metros por segundo (1 125 pés/s; 1 235 km/h; 767 mph; 667 kn), ou um quilômetro em 2,91 s ou uma milha em 4,69 s. Depende fortemente da temperatura, bem como do meio através do qual uma onda sonora está se propagando. A 0 °C (32 °F), a velocidade do som no ar é de cerca de 331 m/s (1 086 pés/s; 1 192 km/h; 740 mph; 643 kn). Mais simplesmente, a velocidade do som é a velocidade com que as vibrações viajam.

Representação de uma onda longitudinal.

A velocidade do som em um gás ideal depende apenas de sua temperatura e composição. A velocidade tem uma fraca dependência de frequência e pressão no ar comum, desviando-se ligeiramente do comportamento ideal. Na fala coloquial, a velocidade do som refere-se à velocidade das ondas sonoras no ar. No entanto, a velocidade do som varia de substância para substância: normalmente, o som viaja mais lentamente em gases, mais rápido em líquidos e mais rápido em sólidos. Por exemplo, enquanto o som viaja a 343 m/s no ar, ele viaja a 1 481 m/s na água (quase 4,3 vezes mais rápido) e a 5 120 m/s no ferro (quase 15 vezes mais rápido). Em um material excepcionalmente rígido como o diamante, o som viaja a 12 000 metros por segundo (39 000 pés/s), — cerca de 35 vezes sua velocidade no ar e aproximadamente o mais rápido que ele pode viajar em condições normais. Em teoria, a velocidade do som é, na verdade, a velocidade das vibrações. As ondas sonoras em sólidos são compostas por ondas de compressão (assim como em gases e líquidos) e um tipo diferente de onda sonora chamada onda de cisalhamento, que ocorre apenas em sólidos. Ondas de cisalhamento em sólidos geralmente viajam em velocidades diferentes das ondas de compressão, como exibido em sismologia. A velocidade das ondas de compressão em sólidos é determinada pela compressibilidade do meio, módulo de cisalhamento e densidade. A velocidade das ondas de cisalhamento é determinada apenas pelo módulo de cisalhamento e densidade do material sólido.
Em dinâmica de fluidos, a velocidade do som em um meio fluido (gás ou líquido) é usada como uma medida relativa para a velocidade de um objeto se movendo através do meio. A razão entre a velocidade de um objeto e a velocidade do som (no mesmo meio) é chamada de número Mach do objeto. Diz-se que os objetos que se movem a velocidades superiores à velocidade do som (Mach1) viajam a velocidades supersônicas.

## Equação
Usando as relações entre densidade-pressão e deslocamento-densidade podemos obter uma equação de propagação das ondas.
O deslocamento{\displaystyle \partial u/\partial x} produz uma variação de  densidade {\displaystyle \delta }.
{\displaystyle \delta =-\rho _{0}{\frac {\partial u}{\partial x}}}, onde {\displaystyle \rho _{0}} é a densidade inicial.
Esta {\displaystyle \delta } produz uma variação de pressão {\displaystyle p}.
{\displaystyle p=\left({\frac {\partial P}{\partial \rho }}\right)_{0}\delta =-\rho _{0}\left({\frac {\partial P}{\partial \rho }}\right)_{0}{\frac {\partial u}{\partial x}}}
Obedecendo a equação de movimento{\displaystyle \rho _{0}{\frac {\partial ^{2}u}{\partial t^{2}}}=-{\frac {\partial pu}{\partial x}}} obtém-se:
{\displaystyle \rho _{0}{\frac {\partial ^{2}u}{\partial t}}={\frac {-\partial p}{\partial x}}=\rho _{0}\left({\frac {\partial P}{\partial \rho }}\right)_{0}{\frac {\partial ^{2}u}{\partial x^{2}}}}
Prosseguindo tem-se a equação de ondas:
{\displaystyle {\frac {1}{V^{2}}}{\frac {\partial ^{2}u}{\partial t^{2}}}-{\frac {\partial ^{2}u}{\partial x^{2}}}=0}
Com a velocidade de propagação dada por:
{\displaystyle V={\sqrt {\left(\partial P/\partial \rho \right)}}}

## Consequências da variação de altitude
Na atmosfera o fator que afeta a velocidade do som é a temperatura. Quando a temperatura diminui com o aumento de altitude o som é refratado para cima criando uma sombra acústica. A diminuição da velocidade do som é o gradiente negativo da velocidade do som. Na estratosfera a velocidade do som aumenta devido ao aumento da temperatura no interior da camada de ozônio, criando um gradiente positivo.

## Velocidade do som no ar
A variação da velocidade do som c em função da temperatura do ar, é calculada segundo a fórmula: {\displaystyle c=331,45{\sqrt {\frac {\vartheta }{273,15}}}}, onde 331,45 é a velocidade do som (m/s) com a temperatura do ar a 0 graus Celsius (273,15 kelvin), {\displaystyle \vartheta } é a temperatura do ar (considerando-se o ar seco) e 273,15 é a temperatura kelvin (equivalente a 0 °C).
Abaixo, a tabela de correspondência entre a temperatura do ar {\displaystyle \vartheta }, velocidade do som c e C, massa específica do ar ρ e impedância acústica Z.
| Influência da temperatura do ar na velocidade do som |          |           |            |             |
| {\displaystyle \vartheta } em °C (K)                 | c em m/s | C em km/h | ρ em kg/m³ | Z em N·s/m³ |
| −30 °C (243,15 K)                                    | 312,7    | 1 171,4   | 1,438      | 453,4       |
| −25 °C (248,15 K)                                    | 315,9    | 1 171,4   | 1,413      | 449,1       |
| −20 °C (253,15 K)                                    | 319,1    | 1 171,4   | 1,388      | 444,8       |
| −15 °C (258,15 K)                                    | 322,2    | 1 171,4   | 1,363      | 440,6       |
| −10 °C (263,15 K)                                    | 325,3    | 1 171,4   | 1,339      | 436,5       |
| −5 °C (268,15 K)                                     | 328,4    | 1 182,6   | 1,316      | 432,4       |
| 0 °C (273,15 K)                                      | 331,5    | 1 193,4   | 1,293      | 428,3       |
| 5 °C (278,15 K)                                      | 334,5    | 1 204,2   | 1,269      | 424,5       |
| 10 °C (283,15 K)                                     | 337,5    | 1 215,0   | 1,247      | 420,7       |
| 15 °C (288,15 K)                                     | 340,5    | 1 226,0   | 1,225      | 417,0       |
| 20 °C (293,15 K)                                     | 343,4    | 1 237,0   | 1,204      | 413,5       |
| 25 °C (298,15 K)                                     | 346,3    | 1 246,7   | 1,184      | 410,0       |
| 30 °C (303,15 K)                                     | 349,2    | 1 257,12  | 1,164      | 406,6       |

## Velocidade de propagação em diferentes materiais
As ondas sonoras podem viajar através de vários meios, como o ar ou a água, e movem-se em velocidades diferentes consoante o meio através do qual se propagam. Movem-se muito mais rápido em sólidos do que em líquidos ou gases. 
- Borracha: 60 m/s
- Chumbo: 1 210 m/s
- Ouro: 3 240 m/s
- Vidro: 4 540 m/s
- Cobre: 4 600 m/s
- Alumínio: 6 320 m/s[8]

O limite máximo da velocidade do som são 36 000 m/s. É aproximadamente duas vezes mais rápido que a velocidade do som no diamante, o material mais resistente do mundo até agora encontrado.

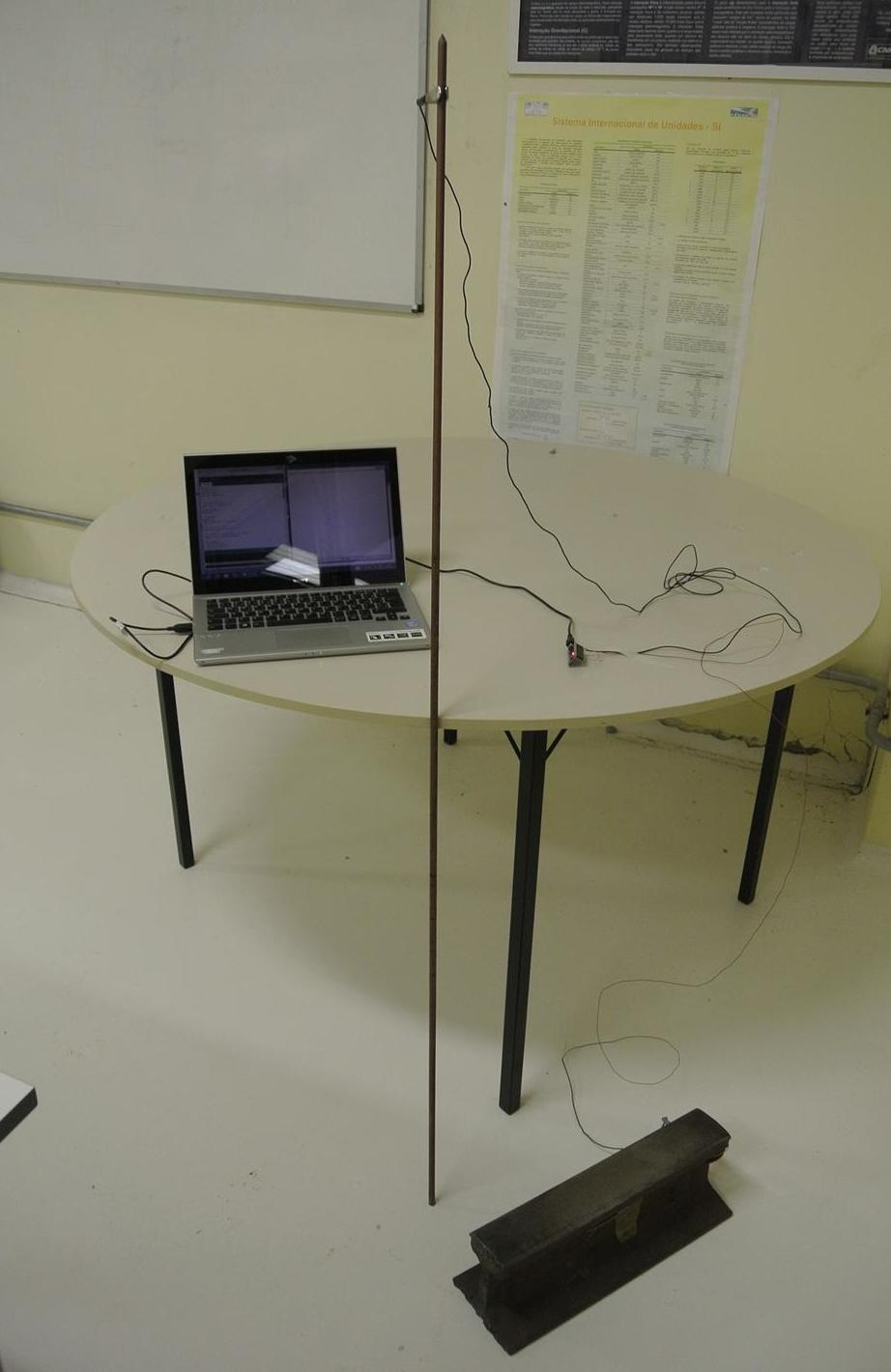
Arranjo experimental ilustrando o aparato experimental necessário para medição da velocidade do som em barra metálica por meio do método de voo.

## Metodologia para medir a velocidade do som em metais
É possível realizar a medição da velocidade do som por meio de perturbação em um ponto de uma barra metálica e medir o tempo para esta perturbação alcance um outro ponto da barra, e com um modelo de propagação da onda em meio uniforme, a velocidade é obtida, pela razão da distância entre os pontos e o tempo.
Um pulso longitudinal, é produzido em uma das extremidades de uma barra metálica, por exemplo, permitindo que esta sofra uma queda livre sobre uma superfície metálica rígida (denominada de base) e de massa muito maior do que a massa da barra. Quando a barra colide com a base, é produzido um pulso que se propaga na barra até a outra extremidade (livre) e como há uma mudança brusca de meio, extremidade livre da barra com o ar, uma parte significativa do pulso retorna pela barra, fazendo a mesma “pular” (ação e reação).
Durante o tempo do pulso percorrer a barra (tempo de voo), ela permanece em contato com a base, e quando o pulso retorna a extremidade na qual o choque foi gerado, através das forças de ação e reação a barra se separa da base, i.e., a base “empurra” a barra. Portanto medindo-se o tempo de contato da barra com a base, obtém-se o tempo para o pulso percorrer o comprimento da barra duas vezes (ida e volta) e calcula-se sua velocidade pela razão do dobro do comprimento com tempo, e esta corresponde a velocidade de propagação da onda sonora na barra. É possível realizar uma analogia de uma perturbação se deslocando ao longo de uma mola suspensa na vertical.
O tempo de propagação do pulso na barra é pequeno e, portanto, também é pequeno o tempo de contato da barra com a base, inviabilizando sua medição de forma manual, por exemplo, com um cronômetro. Uma possibilidade nesta situação é a medida de alguma grandeza elétrica. O intervalo de tempo que se deseja medir encontra-se em torno de dezenas ou centenas de microssegundos, dependendo do comprimento da barra. 

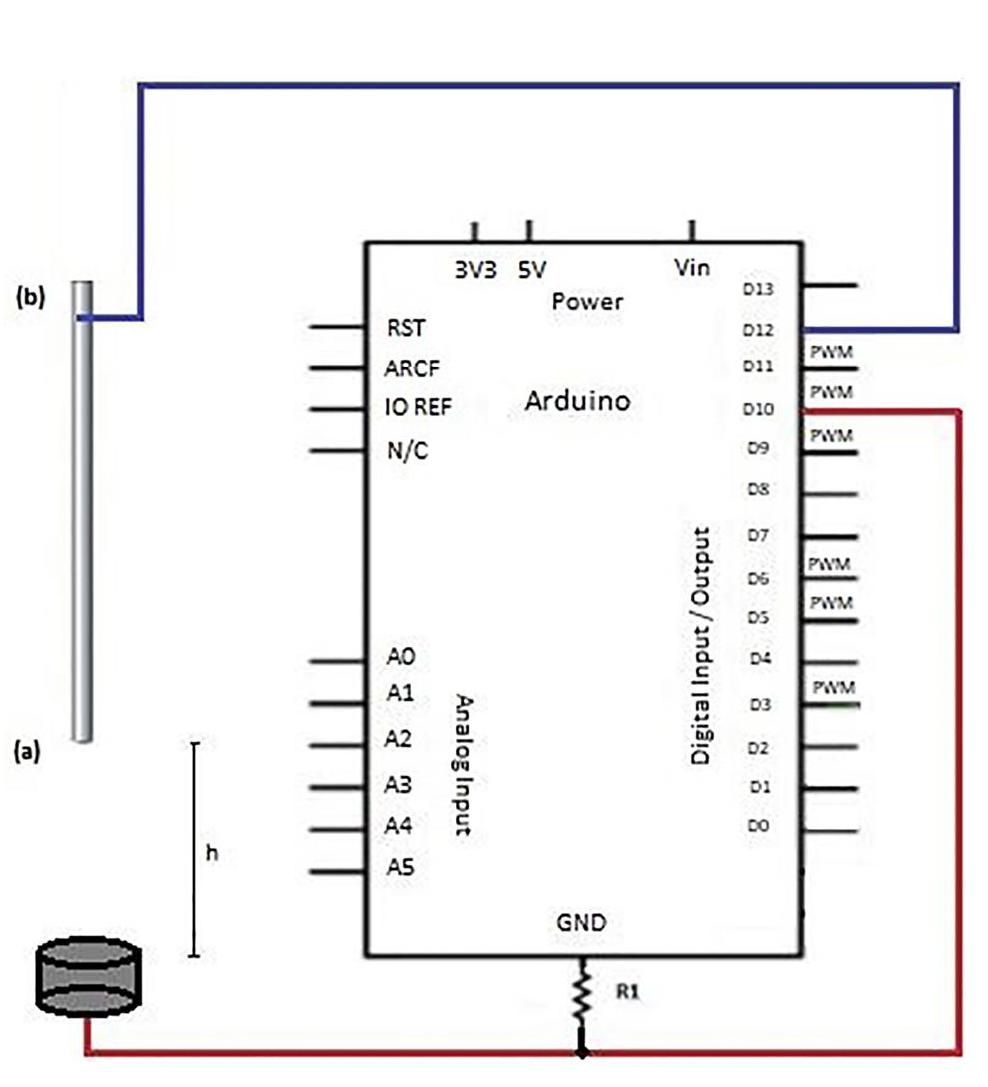
Desenho esquemático mostrando uma possível configuração de ligações do arranjo experimental do método de voo utilizando Arduino.

O contato entre a barra metálica e uma base, também metálica, funciona de forma análoga a uma chave do tipo liga-desliga. É possível montar um experimento no qual a “chave” é utilizada para descarregar um capacitor em um circuito série formado por um capacitor (C), um resistor (R) e a “chave”, enquanto a “chave” estiver fechada o capacitor irá descarregar e o valor da carga resultante corresponde ao tempo do pulso se propagar por toda a barra e retornar. Outra configuração experimental pode ser construída utilizando um simples circuito eletrônico microprocessado, como a plataforma Arduino.

## Número Mach

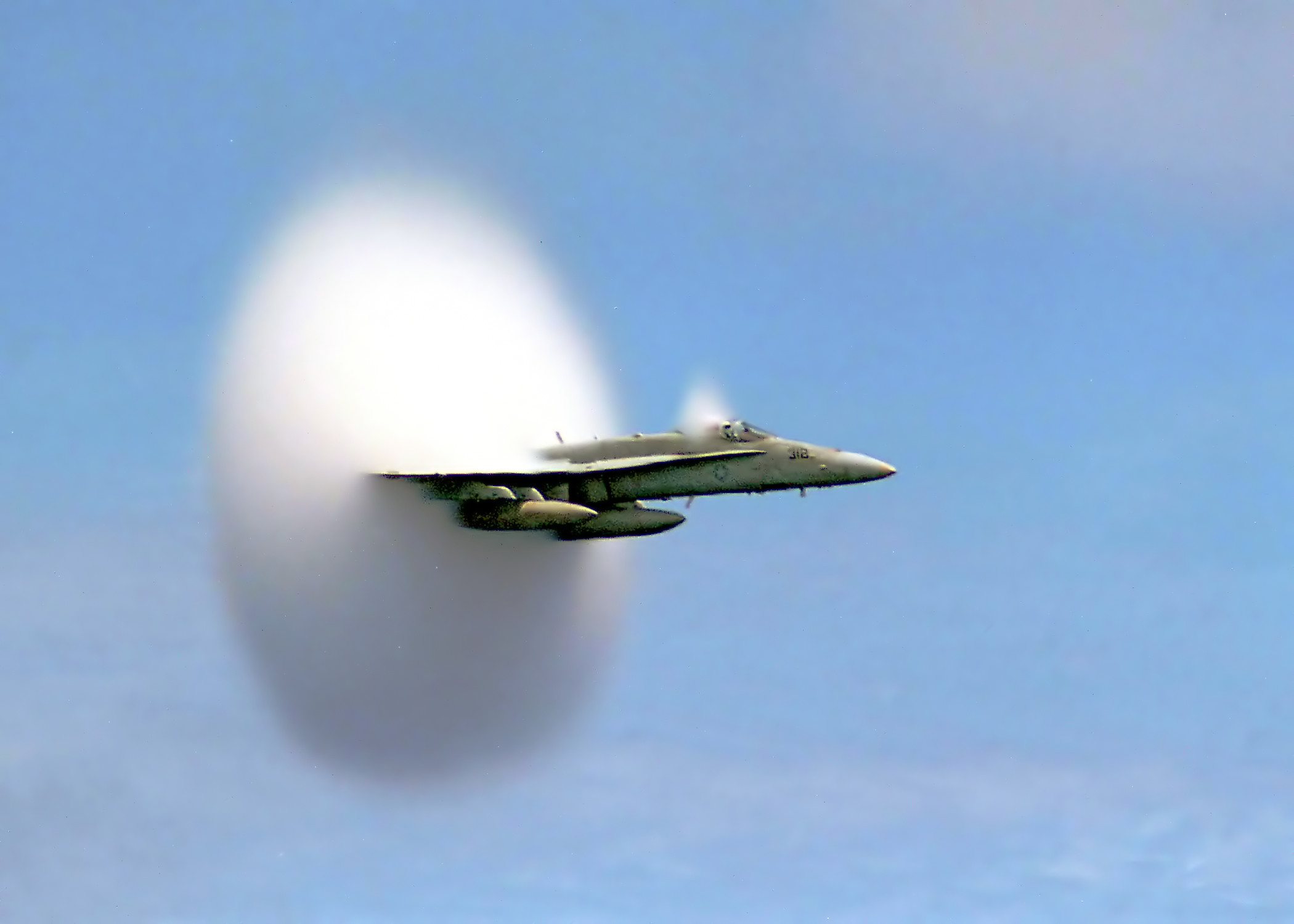
Uma aeronave F/A-18 Hornet quebra a barreira do som sobre o Oceano Pacífico.

O número mach é uma unidade relativa que expressa a razão entre a velocidade de um objeto e a velocidade do som. Sendo assim um avião que se move com mach 2 está com velocidade igual a duas vezes a velocidade do som.